# Arturo Zychlinsky

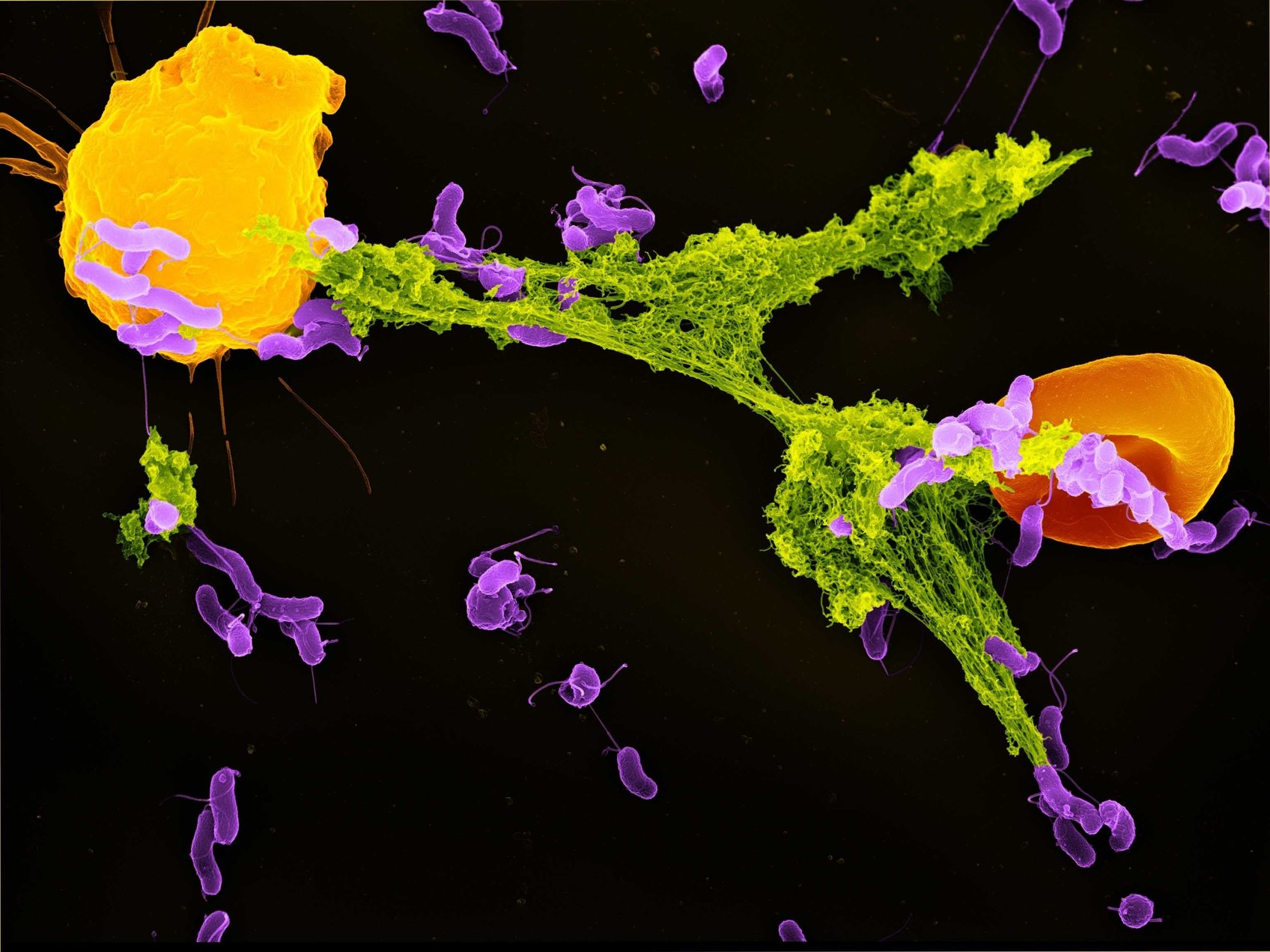
Arturo Zychlinsky descubrió las trampas extracelulares de neutrófilos (NET) junto con Volker Brinkmann. Esta imagen electrónica de barrido muestra un NET (verde), expulsado por un neutrófilo (amarillo) para capturar bacterias (púrpura). Un glóbulo rojo (naranja) también queda atrapado en el NET.

Arturo Zychlinsky (nacido en 1962) es biólogo y desde 2001 director del Instituto Max Planck de Biología de las Infecciones. Su investigación se centra en las trampas extracelulares de neutrófilos (NET), que descubrió junto con Volker Brinkmann, y la función inmunitaria de la cromatina.

## Vida
Arturo Zychlinsky realizó sus estudios universitarios en la Escuela Nacional de Ciencias Biológicas de Ciudad de México. En 1991 obtuvo su doctorado en la Universidad Rockefeller, donde se formó con Ding-E Young en el laboratorio de Zanvil Cohn. De 1991 a 1993 fue becario postdoctoral EMBO con Philippe J. Sansonetti en el Instituto Pasteur. A continuación se trasladó al Instituto Skirball de la Facultad de Medicina de la Universidad de Nueva York, donde ocupó un puesto de profesor adjunto y asociado. Desde 2001, es director del Departamento de Microbiología Celular del Instituto Max Planck de Biología de las Infecciones de Berlín.

## Investigación
Arturo Zychlinsky realizó varias contribuciones fundamentales, entre ellas la primera descripción de que los patógenos bacterianos provocan la muerte celular y, por tanto, inducen la inflamación. Trabajó en la activación de los receptores tipo Toll y su papel en la inmunidad y ha realizado contribuciones clave para comprender el papel de los neutrófilos en la inmunidad innata, incluido el descubrimiento de los NET, la descripción de la Netosis, una nueva forma de muerte celular necesaria para la liberación de NET, el mecanismo de formación de NET, el papel de los NET en la inmunidad y la autoinmunidad.

## Premios y distinciones
Arturo Zychlinsky ha recibido el Premio Irma T. Hirschl Career Scientist y el Premio Eva y Klaus Grohe de la Academia de Ciencias de Berlín-Brandemburgo. Es miembro de la Organización Europea de Biología Molecular (EMBO), la Academia Nacional Alemana de Ciencias Leopoldina, la Sociedad Estadounidense y la Academia de Microbiología, y la Academia Europea de Microbiología .

## Vida personal
Zychlinsky está casado con la zoóloga y neuroetóloga alemana Constance Scharff ; tienen dos hijas.